# Klinckowström (Adelsgeschlecht)

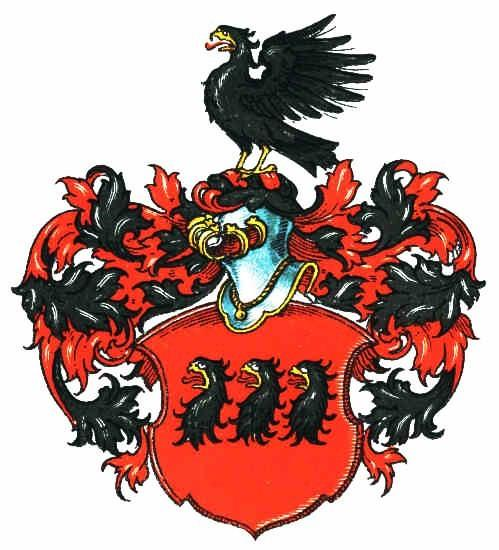
Stammwappen der Klinckowström

Klinckowström, auch Klinkowström oder Klinckowstroem, ist der Name eines Adelsgeschlechts aus Schwedisch-Pommern. Zweige der Familie ließen sich in Schweden, Ostpreußen und Österreich nieder. Die Vorfahren lebten unter dem Namen Klinkow oder Klinckow in Stralsund und stammten möglicherweise aus dem Ort Klinkow bei Prenzlau.

## Geschichte
Erstmals wurde eine Familie Klinkow 1320 erwähnt, als die Brüder Peter und Johann de Klinkow, Bürger und Burglehnbesitzer in der Stadt Prenzlau, der örtlichen Nikolaikirche einen Altar stifteten. Ob sie der Ritterschaft angehörten und möglicherweise aus der Altmark eingewandert sind, ist nicht nachweisbar. Die Klinkows gehörten dem Rat der Stadt an und betrieben Handel. Letzter in Prenzlau um 1474 nachweisbarer Grundbesitzer und Handelsherr war Asmus Klinkow. Ein Pleban Jacobus Klinkow starb 1493 in Arendsee.
Über die Art der Verbindung der Prenzlauer Klinkow mit der Stralsunder Familie Klinkow, die erstmals im 15. Jahrhundert auftrat, ist nichts bekannt. Die Stralsunder Stammreihe beginnt mit dem Ratsherrn Heinrich Klinkow (1456–1508). Nach Heinrich Berghaus war er möglicherweise ein Sohn des Asmus Klinkow. Sein Sohn Joachim (1497–1551), genannt der Alte, war ebenfalls Ratsherr und einer der Hauptförderer der Reformation in Stralsund. Dessen Sohn Joachim (1518–1601) wurde 1559 Bürgermeister. Joachims Neffe Balthasar (1551–1616) war Altermann des Gewandhauses und Ratsherr. Herzog Philipp Julius von Pommern-Wolgast enthob ihn und andere Ratsmitglieder 1612 im Zuge der Streitigkeiten zwischen Herzog und Stadt des Amtes. Danach wurde Brand Klinkow (1599–1658) 1644 noch einmal Ratsherr in Stralsund. Balthasars Enkel Martin Klinkow (1613–1663) war der Stammvater aller Klinkowströms. Durch Heirat erwarb er das Gut Steinhagen.
Seine älteren Söhne wurden unter dem Namen Klinckowström in den schwedischen Adelsstand erhoben. (Nach schwedischer Aussprache wird das w – anders als beim Namen Klinkow – ausgesprochen.) Dies waren Johann Klinkow (1641–1702), Kommandant von Stadt und Festung Stralsund, am 19. April 1678 und Martin Klinkow (1650–1717), Oberkämmerer und Schlosshauptmann, am 30. Dezember 1684. Ihre Brüder Balthasar (* 1656), Joachim (* 1659) und Brand (* 1662) wurden am 17. März 1690 durch König Karl XI. ebenfalls nobilitiert.
Ihre Nachkommen widmeten sich vor allem Karrieren im Militär und Staatsdienst in Schweden und Preußen. Karl Friedrich von Klinkowström wurde am 17. Juli 1798 von König Friedrich Wilhelm III. in den preußischen Grafenstand erhoben und begründete damit die gräfliche Linie des Geschlechtes. Die Brüder Thure Leonhard, Staatssekretär und Oberpostdirektor in Stockholm, und Gustav Thure Klinckowström, Kanzler, wurden am 8. Januar 1759 in den schwedischen Freiherrenstand erhoben. Der österreichische Zweig wurde durch Friedrich August von Klinkowström (1778–1835) begründet.
Bereits 1682 wurde der Assessor am Wismarer Tribunal, Friedrich Klinkow, unter dem Namen Klinkow von Friedenschild in den schwedischen Adelsstand erhoben. Mit seinen drei Söhnen, die in Kriegsdiensten verschiedener Länder standen, erlosch dieser Zweig der Familie in der zweiten Generation.

## Wappen
Zur ausführlichen Geschichte des Wappens siehe Georg von Klinkowström: Geschichte des Wappens.

### Klinkow

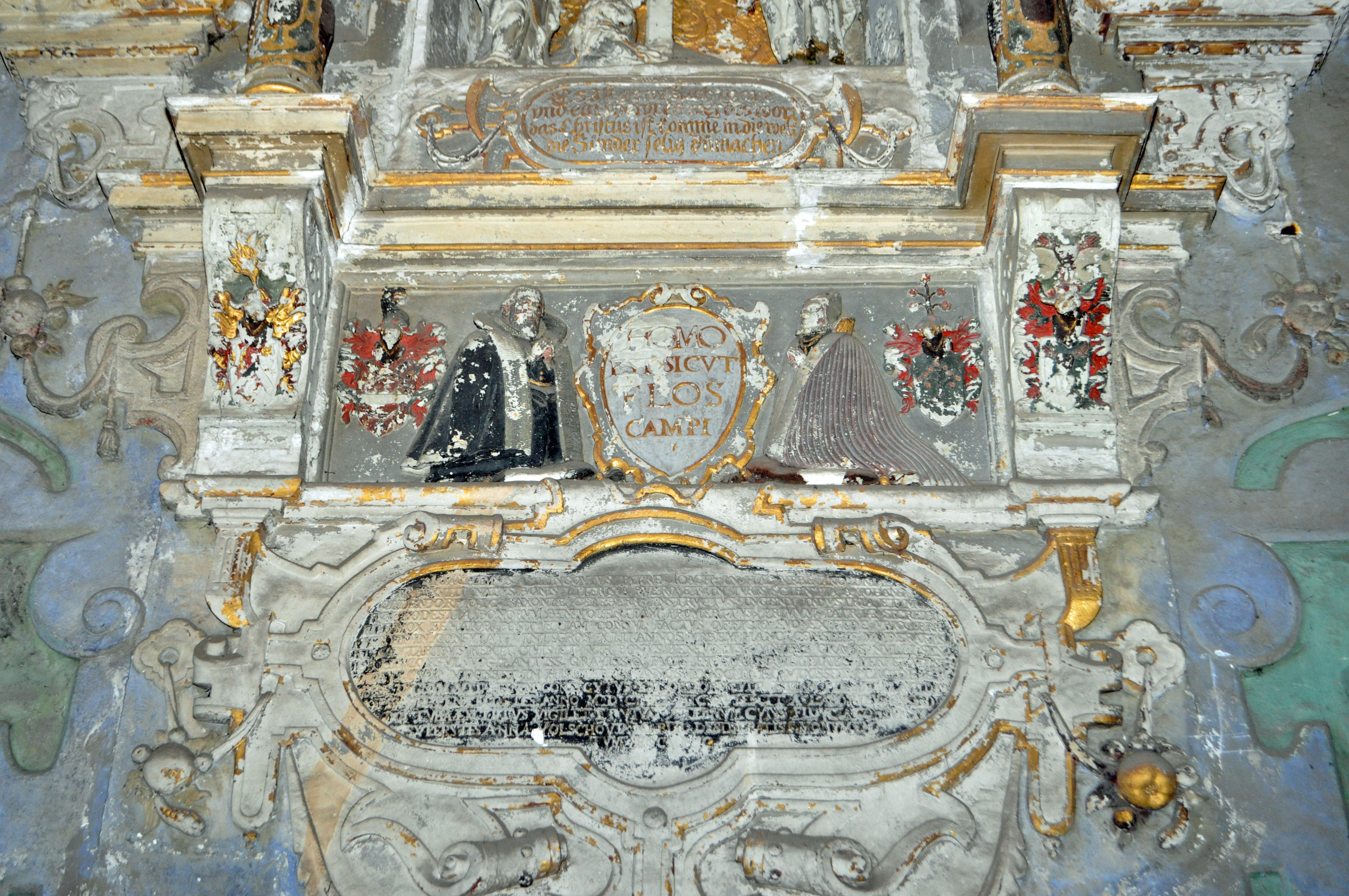
Detail Epitaph für Joachim Klinkow († 1601) und seiner Frau Anna († 1609), Tochter des Greifswalder Ratsherrn Johann Völschow, mit Wappen

Auf dem Epitaph des Bürgermeisters Joachim Klinkow in der Stralsunder Nikolaikirche befinden sich zwei von der Familie genutzte Wappen. Das eine führt im roten Schild einen schwarzen Sparren, in jedem der drei Felder eine goldene Adlerklaue mit daran sitzendem Flügel. Auf dem Helm eine gleiche goldene Klaue mit Flügel (Wappen mütterlicherseits, Heye?). Das zweite Wappen führt im roten Feld einen schwarzen Querbalken mit einer kranzartigen Umschlingung mit einzelnen Blättern, darin drei schwarze Adlerköpfe mit Hälsen, auf dem Helm einen gleichen Adlerkopf mit Hals.

### Klinckowström
Im roten Schild drei in Reihe gestellte, golden bewehrte schwarze Adlerköpfe mit Hälsen. Auf dem Helm mit rot-schwarzen Decken ein golden bewehrter, stehender schwarzer Adler mit ausgebreiteten Flügeln.

### Freiherrliche Linie
Im gevierten Schild: 1 im blauen Feld eine goldene Sonne, 2 ein Zelt, 3 ein springendes Tier, 4 ein Adlerkopf mit Hals. Auf dem rechten Helm ein Adler mit ausgebreiteten Flügeln, auf dem linken Helm ein Greif. Zwei Adler als Schildhalter.

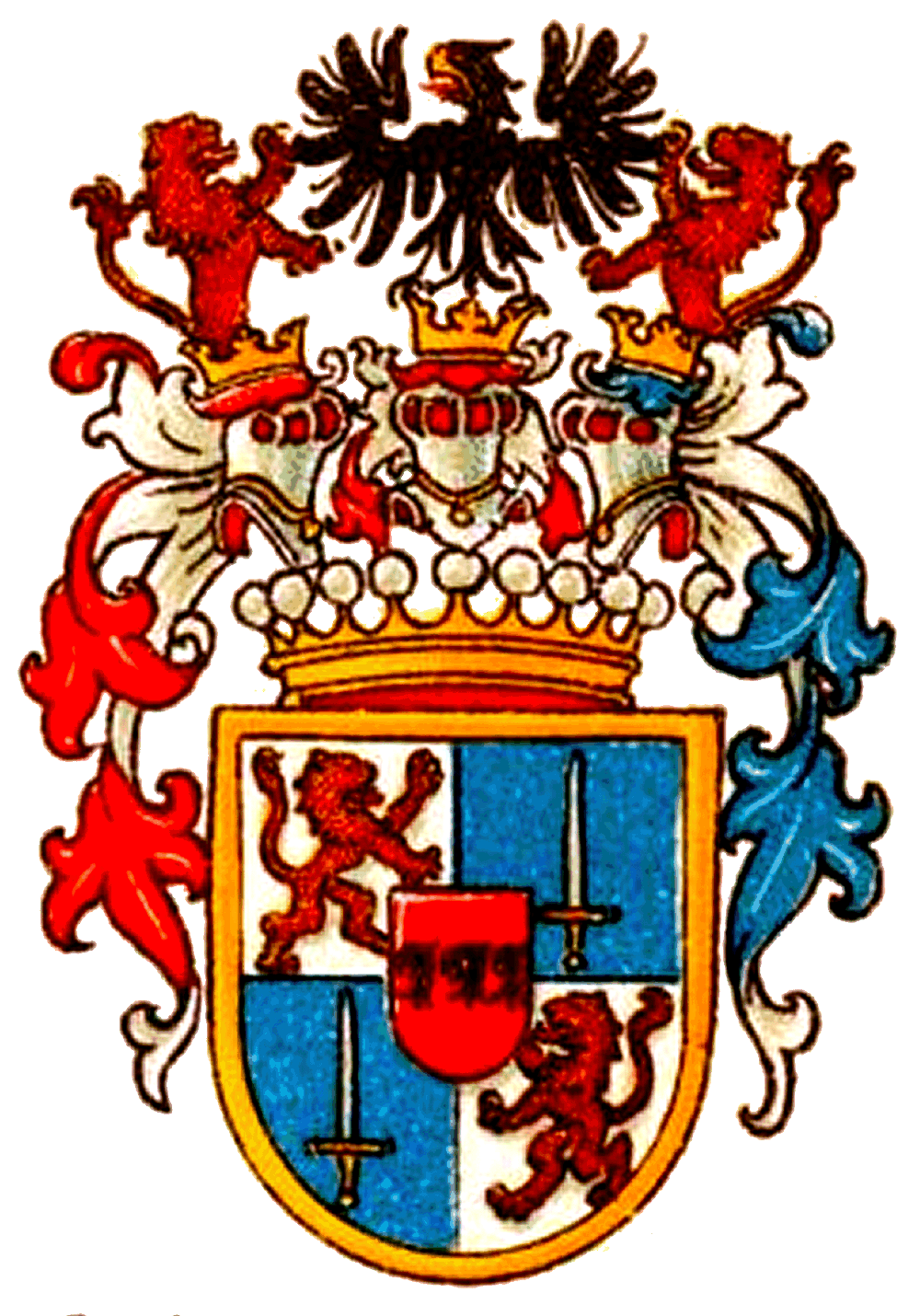
Wappen der Grafen von Klinckowström

### Gräfliche Linie
Im gevierten Schild im ersten und vierten silbernen Feld ein aufspringender Löwe mit ausgeschlagener Zunge, im zweiten und dritten blauen Feld ein aufwärts gekehrter kurzer Degen mit goldenem Griff, im roten Herzschild drei in Reihe gestellte schwarze Adlerköpfe. Auf dem Schild eine neunperlige Krone, darauf drei gekrönte Helme. Auf dem mittleren Helm ein ungekrönter Adler mit ausgebreiteten Schwingen, aus den Seitenhelmen je ein wachsender Löwe. Als Schildhalter zwei wilde Männer mit bekränzten Hüften und Köpfen. Decken rechts in silber und rot, links in blau und gold.

### Klinkow von Friedenschild
Von gold und rot gespalten, rechts ein auf dem Griff stehendes Schwert von zwei grünen Ölzweigen umwunden, links auf einem schwarzen Querbalken drei schwarze Adlerköpfe mit Hälsen und goldenen Schnäbeln. Auf dem Helm ein schwarzer Adlerkopf mit Hals und goldenem Schnabel zwischen zwei Ölzweigen.

## Stammliste (Auszug)
- Heinrich (I.) Klinkow (1456–1508), Ratsherr in Stralsund
  - Joachim (I.) Klinkow, der Alte (1497–1551), Ratsherr in Stralsund
  - Joachim (II.) Klinkow, der Junge (1518–1601), Bürgermeister in Stralsund
  - Caspar (I.) Klinkow (1521–1560)
    - Margarete Klinkow († 1622) ⚭ (2) Hermann Westphal († 1607), Rechtswissenschaftler, Direktor des Greifswalder Hofgerichts
    - Balthasar (I.) Klinkow (1551–1616), Altermann des Gewandhauses, Ratsherr in Stralsund
      - Anna Klinkow (1582–1614) ⚭ Lambert Steinwich (1571–1629), Syndikus in Stralsund
      - Joachim (III.) Klinkow (1584–1624), Altermann des Gewandhauses in Stralsund
        - Martin (I.) Klinkow (1613–1663), Achtmann, Altermann des Gewandhauses, Ratsherr in Stralsund
          - Johann (I.) Klinkowström (1641–1702), Obrist des Landheeres, Kommandant von Stadt und Festung Stralsund
            - Behrend (II.) Christoph von Klinkowström (1677–1754), Obrist, auf Steinhagen pfandgesessen
              - Georg (III.) von Klinkowström (1727–1803), Kammerherr und General in Württembergischen Diensten
              - Friedrich (I.) Ernst Sebastian von Klinkowström (1735–1821), Obristleutnant in schwedischen Diensten, 1776–1810 Besitzer von Ludwigsburg und Loissin
                - Friedrich August von Klinkowström (1778–1835), Maler, Schriftsteller und Pädagoge
                  - Joseph von Klinkowström (1813–1896), Jesuit, römisch-katholischer Volksmissionar und Prediger
                  - Alfons von Klinkowström (1818–1891), Schriftsteller und Historiker am österreichischen Hof
                  - Maximilian von Klinkowström (1819–1876), Jesuit, römisch-katholischer Volksmissionar und Prediger

                - Karl von Klinckowstroem (1783–1865), preußischer Generalleutnant
                  - Thure Ernst Karl von Klinkowström, Königlicher Kammerherr, Landrat des Kreises Grüneberg

              - Karl Friedrich von Klinckowström (1738–1816), General der preußischen Infanterie, preußischer Grafenstand 1816
                - Friedrich Heinrich Wilhelm Alexander von Klinckowström (1775–1856), Gutsbesitzer und Politiker in Ostpreußen
                - Karl Friedrich Ludwig von Klinckowström (1780–1844), preußischer Obristleutnant, Erbherr auf Korklak und Assaunen ⚭ 1808 Gräfin Louise von Blumenthal (1776–1829)
                  - Leonhard Carl Ludwig Felix von Klinckowström (1818–1868), Landrat im Kreis Gerdauen (1860–1863)
                    - Clemens von Klinckowstroem (1846–1902), preußischer Rittergutsbesitzer und Politiker
                    - Carl Ludwig Friedrich Graf von Klinckowström (1848–1903), preußischer General
                      - Carl Graf von Klinckowström (1884–1969), deutscher Kultur- und Technikhistoriker

                    - Arthur Graf von Klinckowström (1848–1910), preußischer General der Kavallerie

              - Gustav von Klinkowström (1739–1808), Assessor am Hofgericht Greifswald

          - Martin (II.) Klinckow (geadelt als von Klinckowström; 1650–1717), Oberkämmerer, Etatskommissar und Regierungsrat

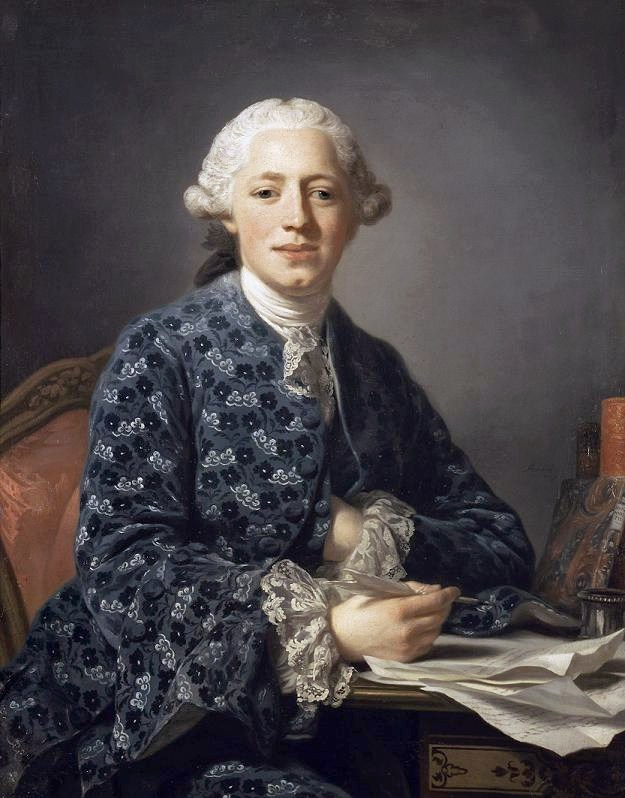
Thure Leonard Klinckowström (1735–1821), Präsident des Obertribunals Wismar (Porträt von Alexander Roslin, 1758)

            - Thure Leonard Klinckowström (1735–1821), Präsident des Obertribunals Wismar (Porträt von Alexander Roslin, 1758)Karl Bernhard Klinckowström (1682–1704), Kammerpage und Günstling Karls XII.
            - Otto von Klinckowström (1683–1731), schwedischer Diplomat
            - Leonhard Klinckowström (1685–1759), schwedischer Staatssekretär und Oberpostdirektor
            - Friedrich Wilhelm Klinckowström (1686–1750), Generalleutnant
            - Johann Moritz Klinckowström (1692–1768), Generalmajor
            - Thure Gustav Klinckowström (1693–1765), Kanzler von Schwedisch-Pommern
              - Thure Leonard Klinckowström (1735–1821), Präsident des Obertribunals Wismar
                - Axel Leonhard Klinckowström (1775–1837), Oberstleutnant
                - Otto Wilhelm Klinckowström (1778–1850), schwedischer Diplomat
                  - Rudolf Klinckowström (1816–1902), Politiker, Schriftsteller
                    - Axel Klinckowström (1867–1936), Forschungsreisender

              - Leonhard Klinckowström (1742–1821), Regierungsrat in Pommern

          - Balthasar (III.) von Klinkowström (1655–1719), General in Braunschweig-Lüneburgischen Diensten
          - Joachim (V.) von Klinkowström (* 1659), Hauptmann
            - Jürgen (I.) Joachim von Klinkowström († 1768), Hofgerichtsrat in Greifswald

      - Margarete Klinkow (* 1588) ⚭ Friedrich Gerschow (1568–1635), Rechtsprofessor an der Universität Greifswald
      - Brand (III.) Klinkow (1599–1658), Ratsherr in Stralsund
        - Friedrich Klinckow von Friedenschildt (1631–1685), Assessor am Obertribunal Wismar

## Weitere Familienmitglieder
- Thure von Klinckowström (1887–1973), deutscher Verwaltungsbeamter

### Genealogie
- Heinrich Berghaus: Die Familie Klinkow-Klinkowström. In: Landbuch des Herzogthums Pommern und des Fürstenthums Rügen. Teil IV, Band 2, W. Dietze, Anklam 1868, S. 1203f. (Digitalisat).
- Georg von Klinkowström: Geschichte derer von Klinkowström. Als Manuskript gedruckt für die Familien-Mitglieder, Hof- und Waisenhaus-Buchdruckerei, Kassel 1889. Digitalisat
- Gothaisches Genealogisches Taschenbuch der Adeligen Häuser. Alter Adel und Briefadel. 1930. Zugleich Adelsmatrikel der Deutschen Adelsverbände, Jg. 22, Justus Perthes, Gotha 1929, S. 446 ff.
- Gothaisches Genealogisches Taschenbuch der Gräflichen Häuser 1941. B (Briefadel). Jg. 114. Zugleich Adelsmatrikel der Deutschen Adelsgenossenschaft, Justus Perthes, Gotha 1940, S. 255 f.
- Hans Friedrich von Ehrenkrook, Friedrich Wilhelm Euler, Jürgen von Flotow: Genealogisches Handbuch der Gräflichen Häuser, B (Briefadel nach 1400 nobilitiert), Band I, Band 6 der Gesamtreihe GHdA, C. A. Starke Verlag, Glücksburg 1953, S. 231 f. ISSN 0435-2408
- Walter von Hueck: Genealogisches Handbuch der Adeligen Häuser, B (Briefadel), Band XI, Band 57 der Gesamtreihe GHdA, C. A. Starke Verlag, Limburg an der Lahn 1974, S. 215 ff. ISBN 3-7980-0757-8.